# مارک بورچ
مارک بورچ (انگلیسی: Marc Burch؛ زادهٔ ۷ مهٔ ۱۹۸۴) یک بازیکن فوتبال اهل ایالات متحده آمریکا است.